# 2. Wehrdienstsenat des Bundesverwaltungsgerichts
Der 2. Wehrdienstsenat ist ein Spruchkörper des Bundesverwaltungsgerichts. Er ist einer von zwei Wehrdienstsenaten, die beim Bundesverwaltungsgericht gebildet wurden.

## Zuständigkeit
Dem Senat sind die Verfahren nach der Wehrdisziplinarordnung einschließlich des Entschädigungsrechts nach Art. 20 des Gesetzes über den Rechtsschutz bei überlangen Gerichtsverfahren und strafrechtlichen Ermittlungsverfahren (ÜVerfBesG) zugewiesen.

## Besetzung
Der Senat ist gegenwärtig mit folgenden drei Berufsrichtern besetzt:
- Vorsitzender: Richard Häußler (zugleich Vorsitzender des 1. Wehrdienstsenats)
- Stellvertretender Vorsitzender: Günter Burmeister
- Beisitzerin: Angela Henke

Der Wehrdienstsenat entscheiden in der Besetzung von drei Berufsrichtern und zwei ehrenamtlichen Richtern. Sie werden aus den Soldaten oder früheren Soldaten ausgelost, die den Truppendienstgerichten als ehrenamtliche Richter benannt sind.

## Vorsitzende
| Nr. | Name (Lebensdaten)             | Beginn der Amtszeit | Ende der Amtszeit  |
| --- | ------------------------------ | ------------------- | ------------------ |
| 1   | Werner Scherer (1908–1979)     | 1. Oktober 1967     | 30. April 1972     |
| 2   | Georg-Konrad Glöckner (* 1921) | 18. Oktober 1972    | 30. April 1986     |
| 3   | Helmut Hacker (* 1929)         | 2. Mai 1986         | 31. Oktober 1994   |
| 4   | Rüdiger Roth (1932–2023)       | 1. November 1994    | 30. September 1997 |
| 5   | Nikolaus Vogelgesang (* 1937)  | 21. Oktober 1997    | 30. April 2002     |
| 6   | Rainer Pietzner (* 1943)       | 14. August 2002     | 31. Juli 2006      |
| 7   | Hartmut Golze (* 1947)         | 31. Oktober 2006    | 31. März 2012      |
| 8   | Sibylle von Heimburg (* 1951)  | 10. Juli 2012       | 30. April 2017     |
| 8   | Richard Häußler (* 1962)       | 23. Mai 2017        |                    |